# Tuan Čchi-žuej
Tuan Čchi-žuej (znaky tradiční: 段祺瑞, znaky zjednodušené: 段祺瑞, pchin-jin: Duàn Qíruì, Duan Qirui) (6. března 1865, Che-fej, Čínské císařství - 2. listopadu 1936, Šanghaj, Čínská republika) byl čínský vojenský velitel, politik a zakladatel an-chuejské a an-fuské kliky. Po porážce an-chuejské kliky klikou Č'-li se připojil k feng-tchienské klice a následně byl zvolen prozatímním prezidentem Čínské republiky. Z této funkce byl sesazen po masakru 18. března 1926.

## Počátky kariéry
Tuan Čchi-žuej se narodil do vojenské rodiny v provincii An-chuej v roce 1865. V roce 1895 zahájil svou vojenskou kariéru jako kadet na Tchienťinské vojenské akademii (znaky zjednodušené: 天津武备学堂, pchin-jin: Tiānjīn wǔbèi xuétáng). V Port Arthuru studoval dělestřelectvo, a později odjel studovat do Německa, kde studoval dva roky. Během Boxerského povstání sloužil v provincii Šan-tung. Poté zastával zastával důležité funkce v mandžuské armádě, mj. i funkci náčelníka vojenské akademie Pej-jang. Jeho kariéra byla úzce spjata s kariérou Jüan Š'-kchaje, kterému byl velmi loajální. V roce 1911 došlo k Sinchajské revoluci mířenou proti dynastii Čching. Po této revoluci Tuan Čchi-žuej podpořil abdikaci císaře Pchu Iho, kterou požadoval Jüan Š'-kchaj. Spolu s Feng Kuo-čangem (znaky zjednodušené: 冯国璋, pchin-jin: Féng Guózhāng, Feng Guozhang) a Wang Š'-čenem (znaky zjednodušené: 王士珍, pchin-jin: Wáng Shìzhēn, Wang Shizhen) byl vůdčí osobností Pej-jangské armády (znaky zjednodušené: 北洋軍, pchin-jin: Běiyángjūn), kterou vedl Jüan Š'-kchaj. Jüan jmenoval Tuan Čchi-žueje premiérem oficiální vlády v Pekingu a zároveň byl také ministrem války. Ačkoli byl Tuan vůči Jüan Š'-kchajovi loajální, nepodpořil v roce 1915 jeho snahy o prohlášení se císařem. Kvůli tomuto pokusu došlo k porušení celistvosti Číny, jelikož několik provincií vyhlásilo samostatnost.

## An-chuejská klika
Po své 83 dní trvající císařské vládě v roce 1916 zemřel Jüan Š'-kchaj, a tak vojenská moc pej-jangské armády padla do rukou bývalých vrchních velitelů a byla obnovena republika Li Jüan-chung (znaky zjednodušené: 黎元洪, pchin-jin: Lí Yuánhóng, Li Yuanhong) se stal prezidentem Čínské republiky a jmenoval Tuan Čchi-žueje premiérem a Feng Kuo-čanga viceprezidentem. Tuan Čchi-žuej soustředil své síly na vytvoření početného vojska nezávislého na oficiální vládě a Tuan se snažil oslabit pozici Li Jüan-chunga. V červnu roku 1917 se generál Čang Sün (znaky zjednodušené: 张勋, pchin-jin: Zhāng Xūn, Zhang Xun) pokusil o znovunastolení mandžuské monarchie, který byl Tuanem potlačen, ačkoliv na několik dní byl na císařském trůnu opět Pchu I. Po porážce Čang Süna byl do funkce prezidenta dosazen Feng Kuo-čang a Tuan Čchi-žuej se stal opět premiérem. V tomto období byla Pej-jangská armáda rozdělena na dvě militaristické frakce, a to na č'-lijskou kliku (znaky zjednodušené: 直(隶)系军阀, pchin-jin: Zhí (lì) xì jūnfá) vedenou Feng Kuo-čangem a an-chuejskou kliku (znaky zjednodušené: 皖系军阀, pchin-jin: Wǎnxì jūnfá) vedenou Tuan Čchi-žuejem. An-chuejská klika a i sám Tuan byl velmi podporován Japonskem.

## An-fuská klika
An-fuskou kliku (znaky zjednodušené:安福 俱乐部, pchin-jin: Ānfú jùlèbù) založil Tuan Čchi-žuej jako novou politickou frakci v roce 1918. Klika vznikla jako frakce vojevůdců oblasti provincie An-chuej, s vlivem až na Severočínskou nížinu k oblastem okolo Tchien-ťinu, kteří byli spojenci vojevůdců z provincie Fu-ťien (odtud zkratka An-Fu). Hlavními vůdci této kliky byli Tuan Čchi-žuej a Sü Šu-čeng (znaky zjednodušené: 徐树铮, pchin-jin: Xú Shùzhēng, Xu Shuzheng). Tato frakce měla svůj vlastní parlament, s velkým vlivem na pej-jangskou vládou. Tento parlament dosadil mezi lety 1918–1922 do funkce prezidenta civilistu Sü Š'-čchanga (znaky zjednodušené: 徐世昌, pchin-jin: Xú Shìchāng, Xu Shichang).

## Období válek severních militaristů
Severní militaristé byli rozděleni do hlavních tří klik: klika An-chuej (znaky zjednodušené: 皖系军阀, pchin-jin: Wǎnxì jūnfá) vedená Tuan Čchi-žuejem, klika Č'-li (znaky zjednodušené: 直(隶)系军阀, pchin-jin: Zhí (lì) xì jūnfá) vedená Feng Kuo-čangem a klika Feng-tchien (znaky zjednodušené: 奉系军阀, pchin-jin: Fèng Xì Jūnfá) vedená Čang Cuo-linem (znaky zjednodušené: 张作霖, pchin-jin: Zhāng Zuòlín, Zhang Zuolin).
Po smrti Feng Kuo-čanga v roce 1919 vedení kliky Č'-li převzal Cchao Kchun (znaky zjednodušené: 曹锟, pchin-jin: Cáo Kūn, Cao Kun) a Wu Pchej-fu (znaky zjednodušené: 吴佩孚, pchin-jin: Wú Pèifú, Wu Peifu). V roce 1920 rivalita mezi an-chuejskou a č'-lijskou klikou vyvrcholila válkou známou pod názvem Č'-lijsko-an-chuejská válka (znaky zjednodušené: 直皖戰爭, pchin-jin: Zhí wǎn zhànzhēng). Protože an-chuejská klika měla početní převahu, byla č'-lijská klika nucena uzavřít spojenectví s feng-tchienskou klikou. An-chuejská klika byla poražena a Tuan Čchi-žuej byl nucen uprchnout z Pekingu.
Po porážce an-chuejské kliky vítězné frakce převzali kontrolu nad Pej-jangskou vládou. Ještě v roce 1920 se Cchao-Kchun prohlásil prezidentem, kterým byl až do roku 1924. Následně ale došlo k neshodám, které vyvrcholily v č'-lijsko-feng-tchienskou válku. Tato válka proběhla v letech 1922–1924 a vítězně z ní vyšla klika Č'-li. Později v roce 1924 došlo ještě k 2. č'-lijsko-feng-tchienské válce (znaky zjednodušené: 第二次直奉战争, pchin-jin: Dì èr cì Zhí Fèng Zhànzhēng).

## Prezidentské období
Během 2. č'-lijsko-feng-tchienské války se Tuan Čchi-žuej přidal k Čang Cuo-linovi. Díky spojenectví feng-tchienské kliky s Feng Jü-siangem (znaky zjednodušené: 冯玉祥, pchin-jin: Féng Yùxíang, Feng Yuxiang) a jeho pekingskému převratu, při kterém byl svržen dosavadní prezident Cchao Kchun, byla klika Č'-li poražena. Protože byl jediný Tuan Čchi-žuej bez armády, byl zvolen novým prozatímním prezidentem. Jeho prezidentské období ale skončilo po masakru 18. března 1926 (znaky zjednodušené: 三一八惨案, pchin-jin: Sānyībā Cǎn'àn). V Pekingu se v ulicích objevil dav protestující proti nerovnoprávným smlouvám mezi Čínou a západními mocnostmi, Tuan Čchi-žuej dal rozkaz k násilnému rozehnání demonstrace. Ještě v roce 1926 byl sesazen a vyhnán z Pekingu velitelem Kuo-min-ťünské kliky (znaky zjednodušené: 国民军, pchin-jin: Guómínjūn) Feng Jü-siangem.